# Digital Multimedia Broadcasting
Digital Multimedia Broadcasting (DMB) je standard pro vysílání televize pro mobilní přístroje. Formát komprese videa je MPEG-4 AVC (H.264), zvuk je komprimován pomocí MPEG-4 BSAC (Bit-sliced Arithmetic Coding). Rozlišení videa je 352×288 (CIF). DMB lze šířit jak pomocí pozemních vysílačů (T-DMB), tak satelitu (S-DMB). Oproti DVB-H umožňuje příjem při vyšších rychlostech pohybu přijímače (např. v automobilu).
Nejvíce se v současnosti používá v Jižní Koreji.

## Technické parametry T-DMB
| Šířka pásma         | 1,5 MHz                |
| Přenosová rychlost  | 1,2 Mbit/s             |
| Signál              | OFDM                   |
| Modulace            | DQPSK                  |
| Komprese videa      | H.264                  |
| Komprese audia      | BSAC, AAC+ (volitelné) |
| Rozlišení           | CIF (352×288)          |
| Základní systém     | Eureka-147 DAB         |
| Frekvence           | VHF / L-band           |
| Vzdálenost vysílače | 60 km                  |